# Nazzano
Nazzano è un comune italiano di 1 313 abitanti della Città metropolitana di Roma Capitale nel Lazio.

## Geografia fisica
Il territorio del comune di Nazzano si trova nella Valle del Tevere, è alternato da terrazzi fluviali, in uno dei quali, è stato edificato il centro storico.
Il fiume Tevere disegna un'ampia ansa nel territorio comunale fino alla confluenza del torrente Farfa. Nel 1956 nel territorio del comune di Nazzano, in località Meana, è stato costruito uno sbarramento idroelettrico sul Tevere, a seguito del quale si è formato il lago di Nazzano, successivamente è stata istituita la riserva naturale di Nazzano, Tevere-Farfa.

### Geologia
Lungo il tratto del basso corso del Tevere, in corrispondenza della confluenza con il Farfa, un'ampia ansa del letto del fiume ha eroso, nel Quaternario recente, i terreni della riva destra, isolando i promontori di ghiaie e sabbie fluviali su cui sorgono gli antichi centri di altura di Nazzano e Torrita Tiberina.
Sulla scarpata del terrazzo fluviale tracce di un paesaggio agrario arcaico a campi chiusi si succedono a lembi di foresta mista submediterranea, nella cui compagine, sui siti più esposti a sud e più acclivi, persistono popolazioni di specie della foresta mediterranea sempreverde costiera. Ma sugli ampi depositi alluvionali lungo le rive, lembi della foresta planiziale e delle boscaglie alveali a pioppi, salici e ontani, orlano ancor oggi vaste aree di seminativo, strappate a quella che doveva essere una vasta steppa antropica creata nel tempo dalla sosta, qui, presso un passaggio sul Tevere in prossimità della strozzatura del promontorio di Torrita Tiberina, dei grandi greggi in movimento verso le pianure costiere del litorale romano.
La particolare topografia alveale ha consentito lungo questo tratto del corso del Tevere, la persistenza di una complessa zonazione di ciperogramineti e lamineti elofitici, erbai palustri e lembi di foresta semisommersa a ontano e salice bianco; altrove questa ampia articolazione della vegetazione igrofila è stata completamente annientata dalle modificazioni indotte dall'agricoltura intensiva dell'ultimo secolo.

## Storia
Il territorio di Nazzano è stato abitato sin dalla preistoria come è attestato dai reperti rinvenuti. 
Nel periodo arcaico ipotesi lo hanno indicato come oppidum, studi recenti hanno analizzato cinque iscrizioni romane di età imperiale rinvenute nel comune di Nazzano, che identificano probabilmente il centro già dall'epoca arcaica come Civitas Sepernatis, in epoca romana Municipium Sepernatium, foederatorum con Capena nell'agro capenate assegnato probabilmente alla tribù stellatina. Tale ipotesi potrebbe far risalire da Seper-Natis o Natuim  il toponimo di Nazzano.
Dal 1816 al 1870 fece parte della Comarca di Roma, una suddivisione amministrativa dello Stato Pontificio.
Durante la ritirata della Wehrmacht, nella primavera del 1944, i nazifascisti minarono e fecero esplodere il Ponte di Montorso, sul Tevere nel comune di Torrita Tiberina, avvenne anche un cannoneggiamento dell'esercito tedesco contro il paese di Nazzano nel quale perse la vita una ragazza di 16 anni, Leonella di Stefano, venne ferito il fratello Ottavio di Stefano e ucciso un asino.

## Monumenti e luoghi d'interesse

### Aree archeologiche
- Necropoli di Colle Carafa

Pittore di Nazzano

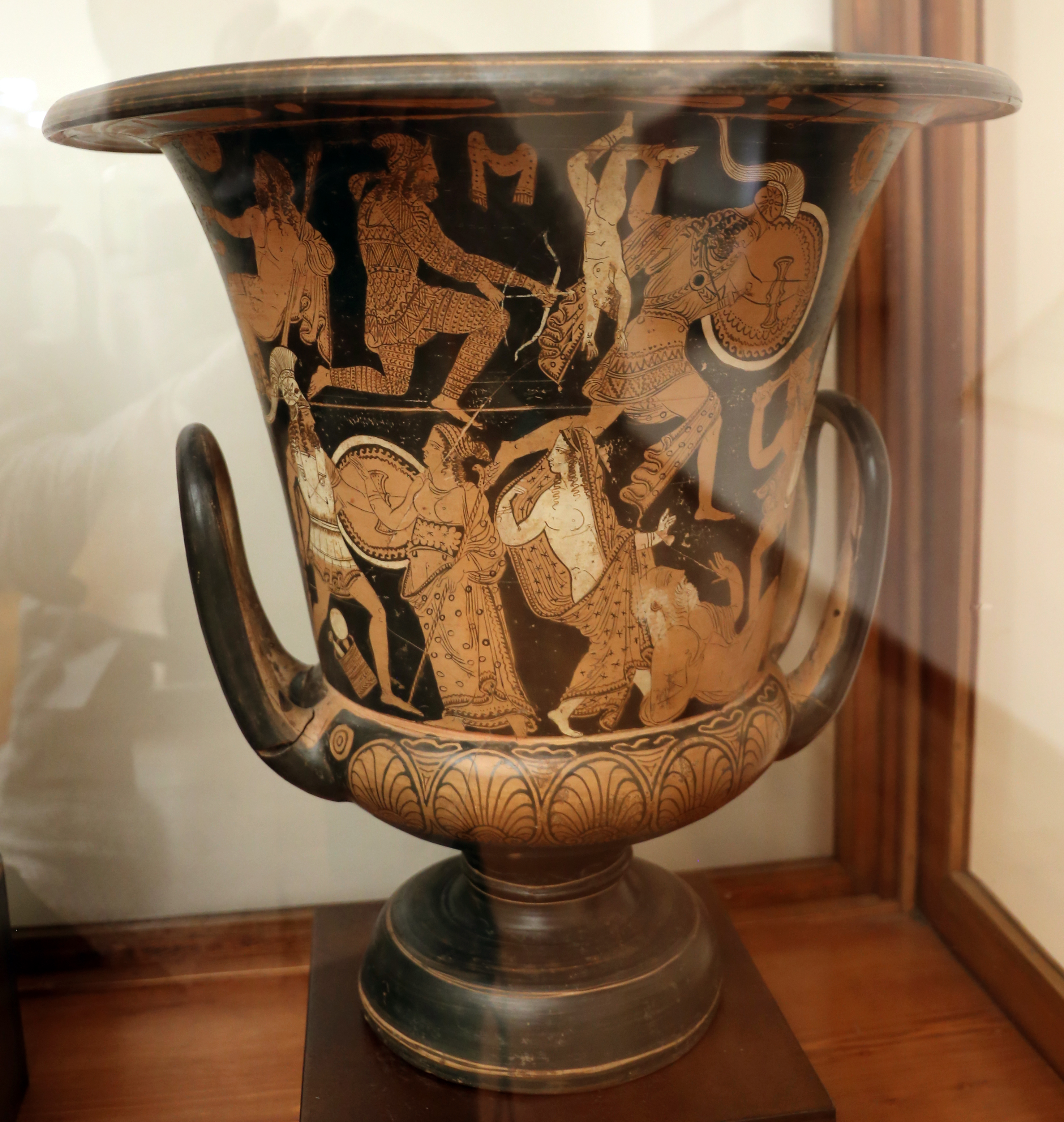
Cratere a Calice a figure rosse attribuito al Pittore di Nazzano, scene dell'iliou persis, Falerii Veteres 350 a.C., Museo nazionale etrusco di Villa Giulia

Il Pittore di Nazzano trae il nome dalla tomba detta del pittore di Nazzano scoperta nella necropoli di Colle Carafa,   artista dell'area della Valle del Tevere affine alla cultura falisco capenate del IV sec. a.C. che dà il nome ai crateri a figure rosse provenienti dalle necropoli di Nazzano, di Nepi e della valle del Tevere, ora nei Musei Archeologici di Villa Giulia, Louvre , British Museum . Trafugati tra gli ultimi anni dell'800 e i primi del 900, alcuni reperti si trovano nella collezione privata del Drago a Roma. In uno in particolare è rappresentata Arianna dormiente, IV sec. a.C.
Cratere a figure rosse del Pittore di Nazzano, divinità assistita da una Nike, Museo nazionale etrusco di Villa Giulia Roma,  
Cratere a figure rosse del Pittore di Nazzano, scena di Athena and Poseidone 360 a.C. Louvre 

Cratere a calice a figure rosse del pittore di Nazzano (inv. 8360), proveniente dalla tomba III della necropoli di San Paolo di Nepi  Museo Archeologico dell'Agro Falisco - Forte Sangallo a Civita Castellana.

### Architetture Religiose
- Chiesa di Sant'Antimo: eretta nel X secolo sui resti di un tempio al dio Silvano, conserva nell'abside affreschi attribuiti ad Antoniazzo Romano.
- Complesso di San Francesco: convento e Chiesa (XV secolo), immersi in un bosco secolare di lecci e querce, sono di proprietà privata.
- Oratorio di San Nicola
- Chiesa di Santa Maria Consolatrice XV-XX secolo
- Ruderi chiesa di San Valentino nella via omonima fuori dal paese, direzione Fiano Romano

### Architetture militari

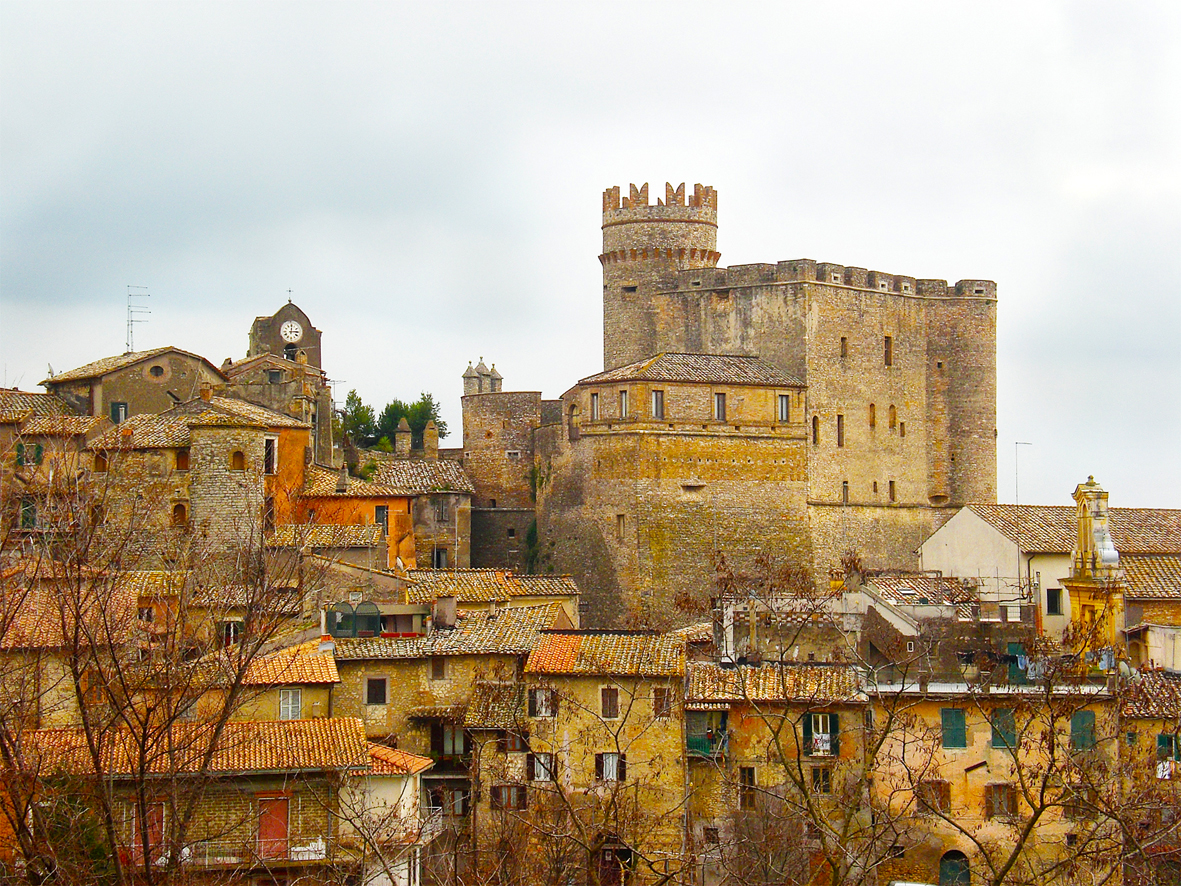
Castello di Nazzano

- Castello: la struttura (XIII secolo), di pianta quadrangolare, è caratterizzata da due imponenti torri in posizione panoramica sulla valle del Tevere. È raggiungibile tramite un'unica strada che s'inerpica a spirale attraverso l'abitato, caratteristica questa che lo rende originale tra i castelli del Lazio. Appartenuto alla confraternita dei monaci di S. Paolo con continuità dal XVI secolo, oggi il castello è della società CESMIL (Centro Studi Medievale Lazio).

- Porto di Nazzano: utilizzato un tempo dagli abitanti per il passaggio sull'altro lato del fiume e per il trasporto del grano.

### Aree naturali
- Riserva naturale Nazzano Tevere-Farfa[5]
- Lago di Nazzano

### Itinerari
Il comune di Nazzano è parte dell'Itinerario delle forre etrusche e della valle del Tevere, all'interno del progetto del Sistema delle Aree Protette della Regione Lazio, Le Strade dei Parchi, percorre i paesaggi fluviali e i caratteristici borghi del Lazio a nord di Roma che si affacciano sulla valle del Tevere. È composto da 4 tappe:
- 1 Da Settevene a Calcata[12]
- 2 Da Calcata a Sant'Oreste[13]
- 3 Da Sant'Oreste a Torrita Tiberina[14]
- 4 Da Torrita Tiberina a Civitella San Paolo[15]

## Società

### Evoluzione demografica
Abitanti censiti

## Cultura

### Musei
- Polo Scientifico Museale di Nazzano[17] "Museo del Fiume"[18][19]

### Istruzione

#### Plesso scolastico di Nazzano
Scuola pubblica Primaria "Giuseppe Mazzini". La scuola, ha due bellissimi giardini. L’edificio ha due piani, nel primo si trova la mensa, la cucina, le classi 1,2 nel secondo piano ci sono le classi 3, 4, 5.

### Prodotti Tipici
- Il comune di Nazzano è zona di produzione della denominazione di origine protetta DOP Soratte Olio extravergine di oliva Soratte[21]

### Strutture ricettive
- Ostello Comunale[22][23]

## Infrastrutture e trasporti

### Strade
Il territorio comunale è attraversato dall'Autostrada A1, nel 1963 con il sacrificio operaio è stato costruito Viadotto di San Giuliano, dalla SP 15/a Tiberina che collega Nazzano a Fiano Romano e Torrita Tiberina, e dalla SP 19/a che collega Nazzano a Fiano Romano.

## Amministrazione

### Gemellaggi
- Iași, dal 1999[24]

### Altre informazioni amministrative
- Fa parte dell'unione di comuni Unione Valle del Tevere - Soratte.
- Dal 2013 ha aderito alla Conferenza dei sindaci dell'area Tiberina/Flaminia/Cassia.
- Dal 2015 fa parte del Consorzio intercomunale dei servizi e interventi sociali Valle del Tevere[25] insieme ad altri 16 comuni ricandenti nel distretto socio-sanitario 4 della ASL Roma 4.

## Sport

### Calcio
La principale squadra di calcio della città è la Polisportiva Comunale Nazzano che milita nel girone E laziale di 2ª Categoria.